# Rainbow Bridge
Rainbow Bridge — пятый (посмертный) альбом Джими Хендрикса, выпущенный в октябре 1971 года. Название «Rainbow Bridge» связано с одноимённым фильмом 1971 года, в котором Хендрикс исполнил несколько композиций. Хотя альбом позиционировался как саундтрек, он не содержит записей с концерта на Мауи, представленных в фильме.

## Об альбоме
«Rainbow Bridge» включает в себя продолжение треков, которые Хендрикс намеревался выпустить вместе с альбомом «The Cry of Love» в своём следующем двойном альбоме под названием «First Rays of the New Rising Sun». Все композиции в альбоме были написаны Хендриксом, за исключением «The Star-Spangled Banner». Песни были записаны в 1969—1970 годах, за исключением «Look Over Yonder», которая была записана ещё в октябре 1968 года в студии TTG в Голливуде и изначально носила название «Mr. Bad Luck». В записи трека «Earth Blues» приняли участие вокалисток из известной группы The Ronettes — Вероники Беннетт, Эстель Беннетт и Недры Тэлли, что добавило уникальное звучание композиции. Инструментальная композиция «Pali Gap», названная в честь района на Гавайях, где проходили съёмки фильма, была записана спонтанно во время джем-сессии в студии «Electric Lady» в июле 1970 года.
Это был второй посмертный альбом Хендрикса. Как и «The Cry of Love», он был доработан Митчем Митчеллом и Эдди Крамером при участии Джона Янсена и был достаточно хорошо принят, достигнув 15-го и 16-го мест в чартах США и Великобритании соответственно. Синглы «Dolly Dagger» и «Star-Spangled Banner» заняли лишь 74-ю позицию в чартах. В альбом также не попали некоторые композиции, созданные Хендриксом для одноимённого фильма «Rainbow Bridge», однако позже они были выпущены в других сборниках.

## Список композиций
Все композиции написаны Хендриксом.
| №  | Название                                                                 | Длительность |
| -- | ------------------------------------------------------------------------ | ------------ |
| 1. | «Dolly Dagger»                                                           | 4:43         |
| 2. | «Earth Blues»                                                            | 4:18         |
| 3. | «Pali Gap»                                                               | 5:04         |
| 4. | «Room Full of Mirrors»                                                   | 3:16         |
| 5. | «Star Spangled Banner» (Фрэнсис Скотт Ки, John Stafford Smith, Хендрикс) | 4:05         |
| 6. | «Look Over Yonder»                                                       | 3:21         |
| 7. | «Hear My Train A Comin»                                                  | 11:06        |
| 8. | «Hey Baby (New rising sun)»                                              | 6:01         |

Список музыкантов:
- Джими Хендрикс — гитара, вокал, бэк вокал
- Митч Митчелл — ударные
- Билли Кокс — бас
- Султан Юма — конга, перкуссия
- Альберт Аллен — бэк вокал
- Бадди Майлз — ударные
- Ноэлл Рединг — бас
- The Ronettes — бэк вокал